# Stromboli (alimento)

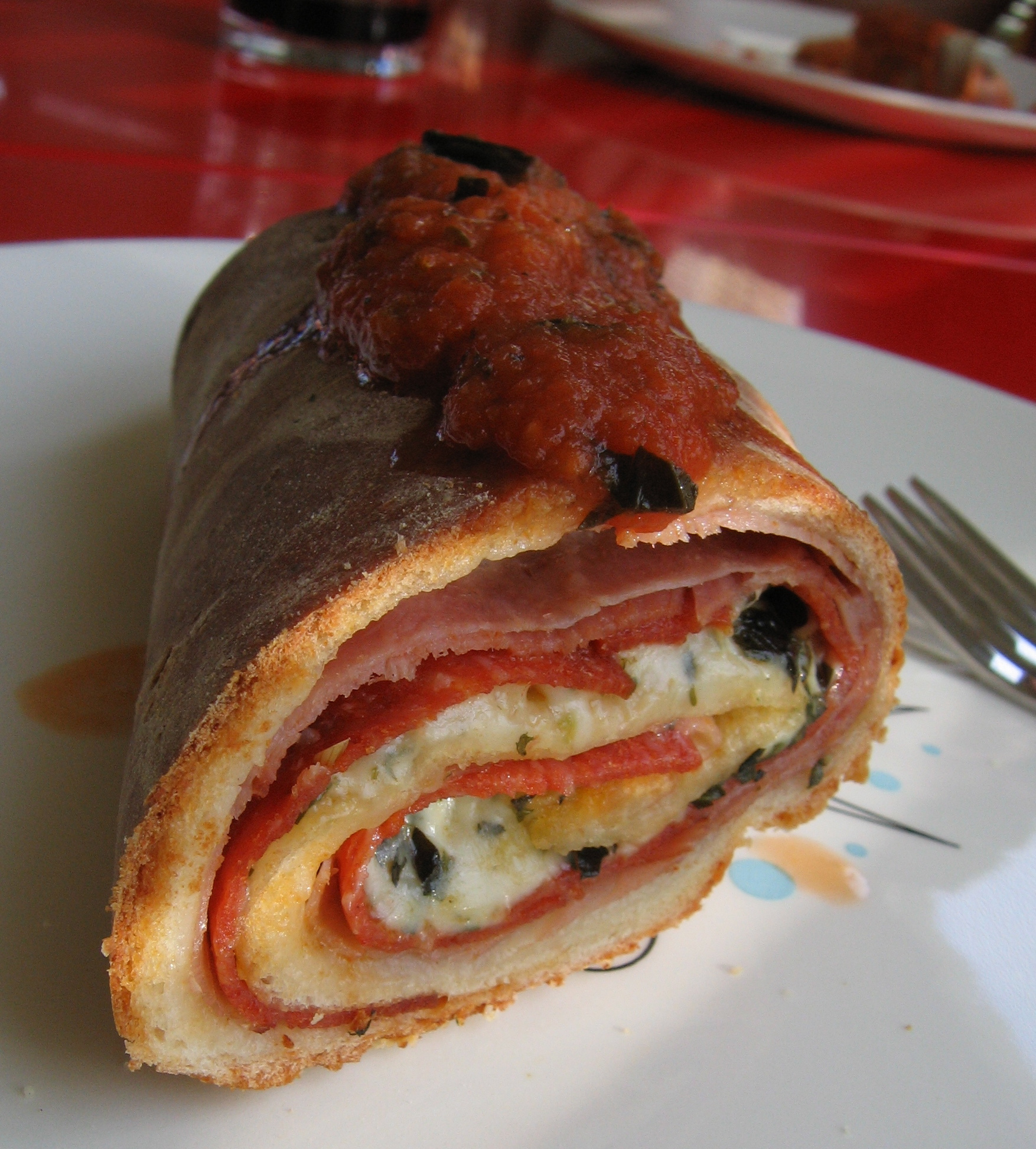
Stromboli caseiro

Stromboli (ou "Enrolado", no Brasil) é um tipo de salgado americo-italiano recheado com vários queijos italianos (normalmente mozarela) e frios (tipicamente italianos, tais como salame, capocollo e bresaola) ou vegetais. A massa é de pão italiano ou de pizza.
Um stromboli é um pouco semelhante a um calzone. Calzone é um assado recheado com ingredientes de pizza, como uma pizza fechada. Um stromboli normalmente enrolando-se a massa com queijo e as  carnes ou frios e em seguida, é assado, mas geralmente não contém quaisquer outros ingredientes de pizzas além desses. Geralmente, os stromboli não contêm molho de tomate, ao contrário de calzones. Os calzones costumam ter forma de crescente, e os stromboli costumam ter forma cilíndrica. A distinção entre os dois é complicada, porque há alguma variação no que constitui ou não um stromboli.

## Preparo
Muitas pizzarias americanas servem os stromboli usando massa de pizza, que é dobrada ao meio, com recheios, tornando-se semelhantes a um calzone em forma de meia-lua . Em outros estabelecimentos, os stromboli é feito com um quadrado de massa de pizza que pode ser coberto com qualquer coberturas de pizza e, em seguida, é enrolada em um cilindro de jelly roll forma e assada. Outras variações incluem a adição de molho de pizza ou fritura, semelhante ao panzerotti.

## Origem
Há várias história referentes ao uso do nome stromboli como receita nos Estados Unidos.
A Romano's Italian Restaurant & Pizzeria afirma ter usado o nome pela primeira vez em 1950, em Essington, Pensilvânia, nos arredores da Filadélfia, como criação de Nazzareno Romano. O proprietário da pizzaria havia feito experiências com pizzas recheadas, acrescentando presunto, salame cotechino, o queijo e os pimentas à massa de pão. Seu futuro cunhado sugeriu-lhe que nomeasse a receita após um filme recém-lançado, de título Stromboli, notório por um caso extraconjugal entre a atriz Ingrid Bergman e o diretor Roberto Rossellini, do qual resultou um filho.
Em 1954, Mike Aquino, da Mike's Burger Royal, em Spokane, Washington, diz ter dado o nome desse mesmo filme a um sanduíche por ele criado. no Entanto, a versão de Aquino parece apenas compartilhar o mesmo nome como a versão comumente aceita do stromboli, sendo significativamente diferente da versão feita na Filadélfia, do salgado geralmente definido como um "stromboli". O "stromboli" de Aquino é um sanduíche composto de presunto capicola e queijo provolone cobertos por um molho de pimenta italiano em um pão francês.

## Leitura complementar
- Mariani, John (1999). the Encyclopedia of American Food and Drink. New York: Lebhar-Friedman Books. ISBN 0-86730-784-6. OCLC 41319951.